# Critică

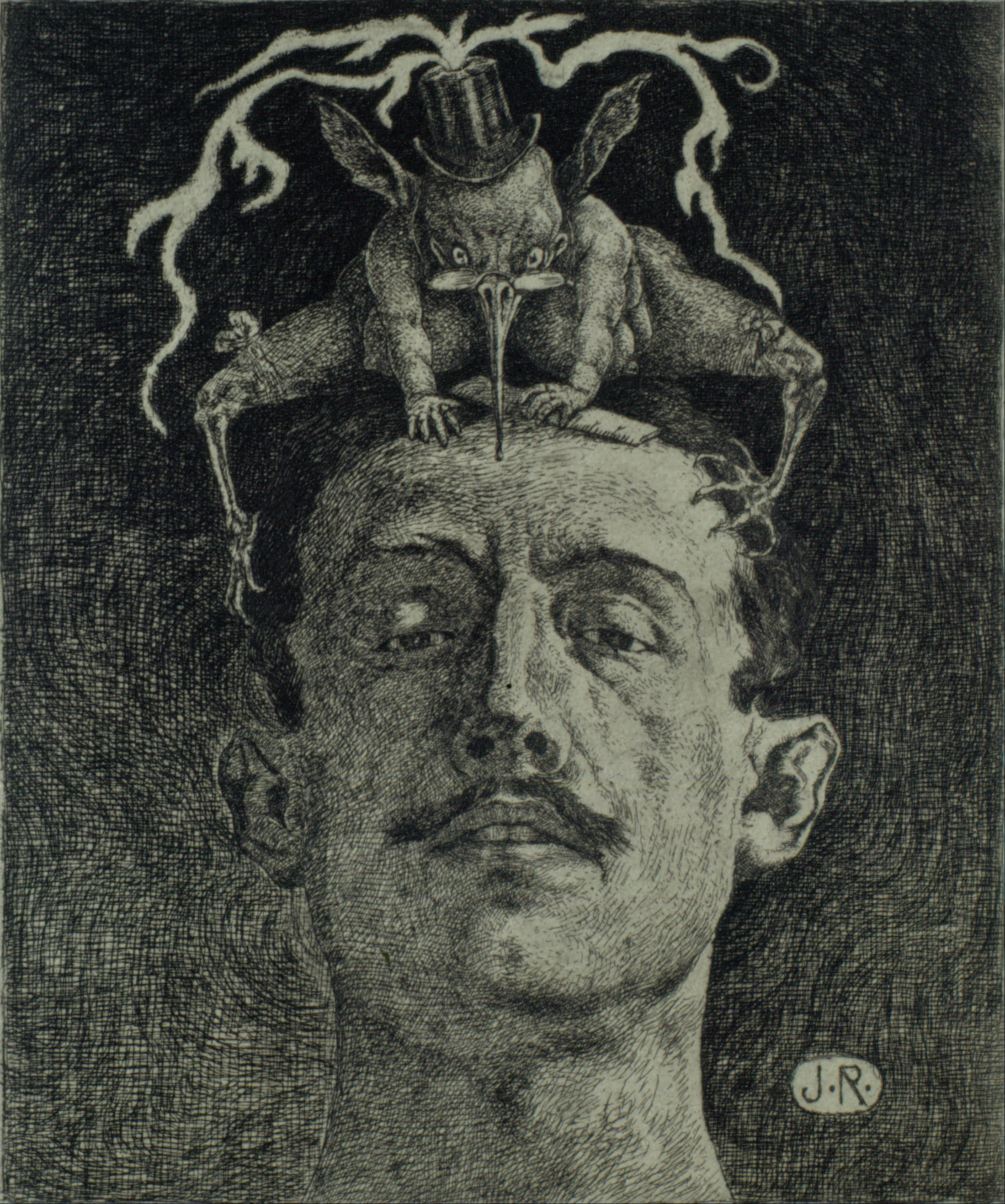
La Crítica, un autoportret din 1906 al lui în care critica este înfățișată ca o creatură în vârful capului său

Critica este construcția unei păreri pozitive sau negative despre ceva sau cineva. Critica se poate dezvolta de la un comentariu improvizat până la o replică scrisă detaliată. Critica înseamnă analiză, apreciere a unor opere artistice, literare, a activității unor persoane sau a unor colective etc.
În sens general, critica este un proces intelectual de discriminare a adevărului de fals, a adevărului de nonvaloare și a punerii lor în opoziție. Gândirea critică operează prin cronfruntare cu ceea ce este prestabilit ca adevărat și valoros. Spiritul critic este o atitudine tinzând spre evaluarea riguroasă a faptelor, fără a tolera ceea ce nu se justifică valoric. Analiza critică aplicată unor date științifice, activității individuale sau colective, comportamentelor etc. își propune să discearnă în termeni contradictorii adevărul de lals, pozitivul de negativ și să scoată în evidență erorile, defectele și cauzele lor pentru a le elimina. Criticismul este o exagerare a criticii și tratarea negativistă unilaterală a obiectului supus analizei. 